# Bryan Fowler
Bryan Fowler   (18 d'agost de 1898 - 4 de desembre de 1987) va ser un jugador de polo britànic que va prendre part en els Jocs Olímpics d'Estiu de Berlín de 1936, on guanyà la medalla de plata en la competició de polo. Compartí equip amb William Hinde, David Dawnay i Humphrey Guinness.
Va lluitar en la Primera i Segona Guerra Mundial, abans de retirar-se de l'exèrcit el 1949 com a brigadier.